# Культ кино
Культ кино — авторская программа российского кинокритика и искусствоведа Кирилла Разлогова, выходившая на телеканале «Культура» с 2001 по 2022 год.
Программа представляет собой традиционную лекцию-беседу, предваряющую кинопоказ, в которой Разлогов рассказывает о каком-либо фильме, об истории создания определённого фильма, о его прокатной и фестивальной судьбе, описывает культурный контекст, связанный с картиной и т. д. С сезона 2010—2011 годов программа сопровождалась небольшим интервью с приглашённым в студию гостем. Собеседниками становятся кинематографисты: друзья Кирилла Разлогова и знакомые киноведы, режиссёры и другие люди, имеющие отношение к кинематографу. По окончании программы следовал показ фильма, которому был посвящён данный выпуск программы.